# Rudolf Ganßer
Rudolf Ganßer (* 26. April 1866 in Wiblingen; † 11. August 1904 am Waterberg) war ein württembergischer Offizier, der zuletzt im Dienst der Schutztruppe für Deutsch-Südwestafrika stand.

## Leben
Ganßer war der Sohn eines Ministerialdirektors. Nach dem Besuch des Eberhard-Ludwigs-Gymnasiums Stuttgart trat er am 24. September 1885 als Freiwilliger mit Aussicht auf Beförderung in das 7. Infanterie-Regiment Nr. 125 der Württembergischen Armee ein. Dort wurde Ganßer am 7. Februar 1887 zum Sekondeleutnant befördert und als solcher Mitte Februar 1892 nach Preußen kommandiert. Hier diente er bis Mitte März 1896 als Erzieher beim Kadettenhaus Potsdam.
Bei seinem Dienst in Deutsch-Ostafrika wurde er für seinen respektvollen Umgang mit den Schwarzafrikanern bekannt, bei dem er auch den Bau von Schulen und Brunnen veranlasste. Außerdem erwarb er sich bedeutende Verdienste bei der trigonometrischen Vermessung sowie beim Wegebau des Landes.
Ganßers Tagebücher und Briefe aus Deutsch-Ostafrika von 1896 bis 1902 wurden 1991 von Heinrich Dauber mit dem Titel Nicht als Abentheurer bin ich hierhergekommen … veröffentlicht.
Zum 4. April 1904 trat Ganßer zur Schutztruppe für Deutsch-Südwestafrika über. Hier ist er an der Spitze der 11. Kompanie des 1. Feldregiments am 11. August 1904 in der Schlacht am Waterberg im Zuge der Niederschlagung des Aufstandes der Herero und Nama gefallen.